# Antonio Natali
Antonio Renzo Carlo Natali (Voghera, 3 febbraio 1921 – Milano, 22 marzo 1991) è stato un politico italiano.

## Biografia
Giornalista pubblicista, iscritto nel PSI dal 1945, consigliere politico di Guido Mazzali negli anni cinquanta, segretario cittadino nel 1964 della Federazione provinciale del PSI, consigliere provinciale, consigliere regionale in Lombardia (eletto nel 1970) e vicepresidente della prima giunta regionale, è stato per anni presidente della Metropolitana Milanese. Era considerato il padre politico di Bettino Craxi.
Viene poi eletto, nel collegio di Rho, senatore della Repubblica nella X legislatura dal 1987 al 1991. Deceduto nel 1991 durante la legislatura, fu sostituito da Giovanni Beniamino Valcavi.

## Procedimenti giudiziari
Nel 1985, in seguito al fallimento Imotec, fu arrestato con l'accusa di concussione, per aver preteso il pagamento di una tangente in cambio dei lavori di costruzione di un tratto della MM1, tra il 1976 e il 1980.
Craxi, all'epoca Presidente del Consiglio, lo andò a trovare in carcere e successivamente lo candidò al Senato, in occasione delle elezioni politiche anticipate del 1987. La Procura di Milano chiese l'autorizzazione a procedere ma il Senato, nel 1990, la negò poiché ritenne  non formulabile il reato di concussione, sostenendo che il presidente della MM non poteva essere considerato un pubblico ufficiale. L'aula accolse l'esito del voto con vivi «applausi da destra, dal centro e da sinistra».
Successivamente Natali fu prosciolto dall'accusa di concussione perché il fatto non sussiste.